# Hensoldt (azienda)
La Hensoldt AG è una società tedesca del settore aerospazio e armiera con sede a Taufkirchen (Monaco di Baviera). Fino al 2017 era la divisione Airbus Defence and Space, sensoristica per la difesa aerospaziale.

## Storia
Nasce dal gruppo Airbus nel febbraio 2017, quando viene ceduto il 74,9% della divisione alla statunitense Kohlberg Kravis Roberts (KKR). Hensoldt compra nel 2018 da Airbus il restante 25,1%. Il nome della società nuova è Hensoldt. Le origini risalgono ai gruppi storici tedeschi quali AEG, DASA (Luft- und Raumfahrtkonzern), Dornier-Werke, Telefunken, Siemens Sicherungstechnik, Zeiss, Cassidian e Airbus.
Il nome deriva da Moritz Carl Hensoldt (1821–1903), pioniere dell'ottica e meccanica fine del 19° secolo. Nel 1852 fondò un laboratorio per la costruzione di monocoli, telescopi e microscopio a Wetzlar. Dopo la morte di Hensoldt la società venne acquisita dalla Carl-Zeiss-Stiftung nel 1928. Questa divisione sarà in futuro la Carl Zeiss Sports Optics.
Nel 2021 la società italiana Leonardo S.p.A. compra il 25,1% della Hensoldt AG.
Il 2 aprile 2024 la Hensoldt acquisice la ESG Elektroniksystem- und Logistik-GmbH.

## Azionariato
(Dicembre 2023)
- Bundesrepublik Deutschland über die Kreditanstalt für Wiederaufbau (KfW): 25,1 %
- Leonardo S.p.A.: 22,8 %
- Flottante: 52,1 %

## Prodotti

### Radar

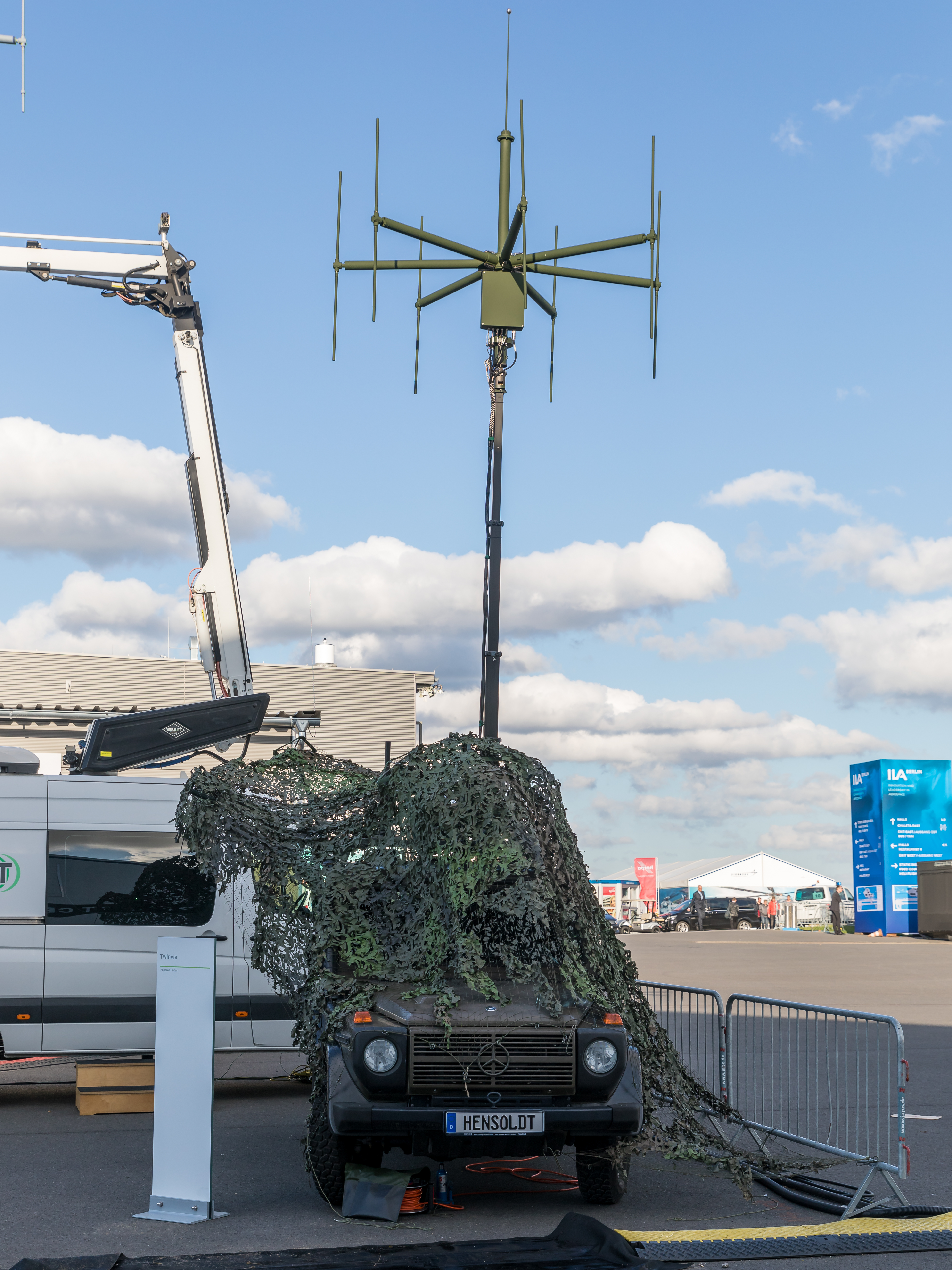
Radar passivo TwInvis, sul veicolo Mercedes-Benz Classe G Wolf

Hensoldt sviluppa sistemi radar, fissi e mobili. Ad esempio il radar del velivolo Eurofighter Typhoon, delle fregate Classe Baden-Württemberg, della Littoral Combat Ship della US Navy. Per la Luftwaffe ha fornite i sistemi di copertura radar che copre 1700x1500 km del suolo tedesco. Fornisce anche sistemi al Regno Unito, Australia e Canada.
Altri prodotti radar sonoi sistemi ASR-S e ASR-NG, Euroradar CAPTOR, MSSR 2000I, SPEXER, TRML-3D, TRS-3D e TRS-4D. Hensoldt nel 2019 ha fornito il radar passivo TwInvis alla Bundeswher.

### Optronica
Hensoldt appronta sistemi di optoelettronica per usi militari e civili. Esempi sono camere termiche IR, visori a realtà aumentata, visori notturni, puntatori laser, DIRCM. Vengono montati su mezzi di trasporto come il Puma (combattimento fanteria) e il Leopard 2, U-Boot Classe U-212 e Classe U-209, velivoli Gripen e Rafale, Paramount Aerospace Industries Ahrlac, droni Bayraktar TB2, Schiebel Camcopter S-100, Diamond DA42 e EDRS-A Satellite.
Visori, puntatori per armi su mezzi come il Leopard 2, l'obice PzH 2000, l'elicottero NH90 e l'aereo Eurocopter Tiger e per equipaggiare la fanteria con il sistema Infanterist der Zukunft della Bundeswehr.
Altri prodotti sono i sistemi EOTS, BAA, Spectus, NightOwl, Sparrowhawk, PERI R17, PERI RTWL, ARGOS, GOSHAWK, SERO e OMS, MEOS, ALTAS, MILDS, AMPS, ottiche 4x30, Reflexvisier RSA-S, IRV 600 e IRV 900.

### Avionica
Hensoldt produce sistemi di avionica civile e militare. Il prodotto di punta è il Piloten-Assistenzsystem Sferion. Sistemi vengono forniti per piattaforme Eurofighter Typhoon e Panavia Tornado, Airbus A400M, elicotteri NH90 e Eurocopter Tiger.

### Guerra elettronica
Vengono sviluppati sistemi per la guerra elettronica come jammer e dispositivi anti-bomba (IED). Montati su mezzi di trasporto come aerei e elicotteri. Anche mezzi terrestri usano il sistema MUSS, come i panzer della Bundeswehr.